# Bad Ass
Bad Ass è un film del 2012 scritto e diretto da Craig Moss, con protagonista Danny Trejo.
La pellicola è ispirata al celebre video di lotta avvenuto su un autobus il 15 febbraio 2010 ad Oakland.

## Trama
Frank Vega è un veterano del Vietnam di 65 anni che diventa un eroe per aver salvato un cittadino nero attaccato da un gruppo di skinhead su un autobus. Quando il suo migliore amico Klondike viene ucciso, Frank decide di risolvere personalmente il caso dopo che la polizia ha mostrato poco interesse per esso.

## Produzione
Le riprese del film si svolgono a Los Angeles.

## Distribuzione
Il film viene distribuito nelle sale cinematografiche statunitensi a partire dal 13 aprile 2012 ed in quelle britanniche dal 13 agosto; in altre nazioni (Germania, Giappone) la pellicola viene distribuita direct to video.
In Italia il film non è stato distribuito, mentre sono stati distribuiti i due sequel Giustizieri da strapazzo - Bad Asses e Bad Asses - Giustizieri da strapazzo in Louisiana.

### Divieto
Il film viene vietato ai minori di 16 anni non accompagnati per la presenza di violenza, tortura, linguaggio inadatto, nudità e contenuti sessuali.

## Sequel
Nel 2014 esce il sequel intitolato Giustizieri da strapazzo - Bad Asses, sempre con Danny Trejo protagonista e Craig Moss alla regia.